# Mănăstirea Frauenchiemsee

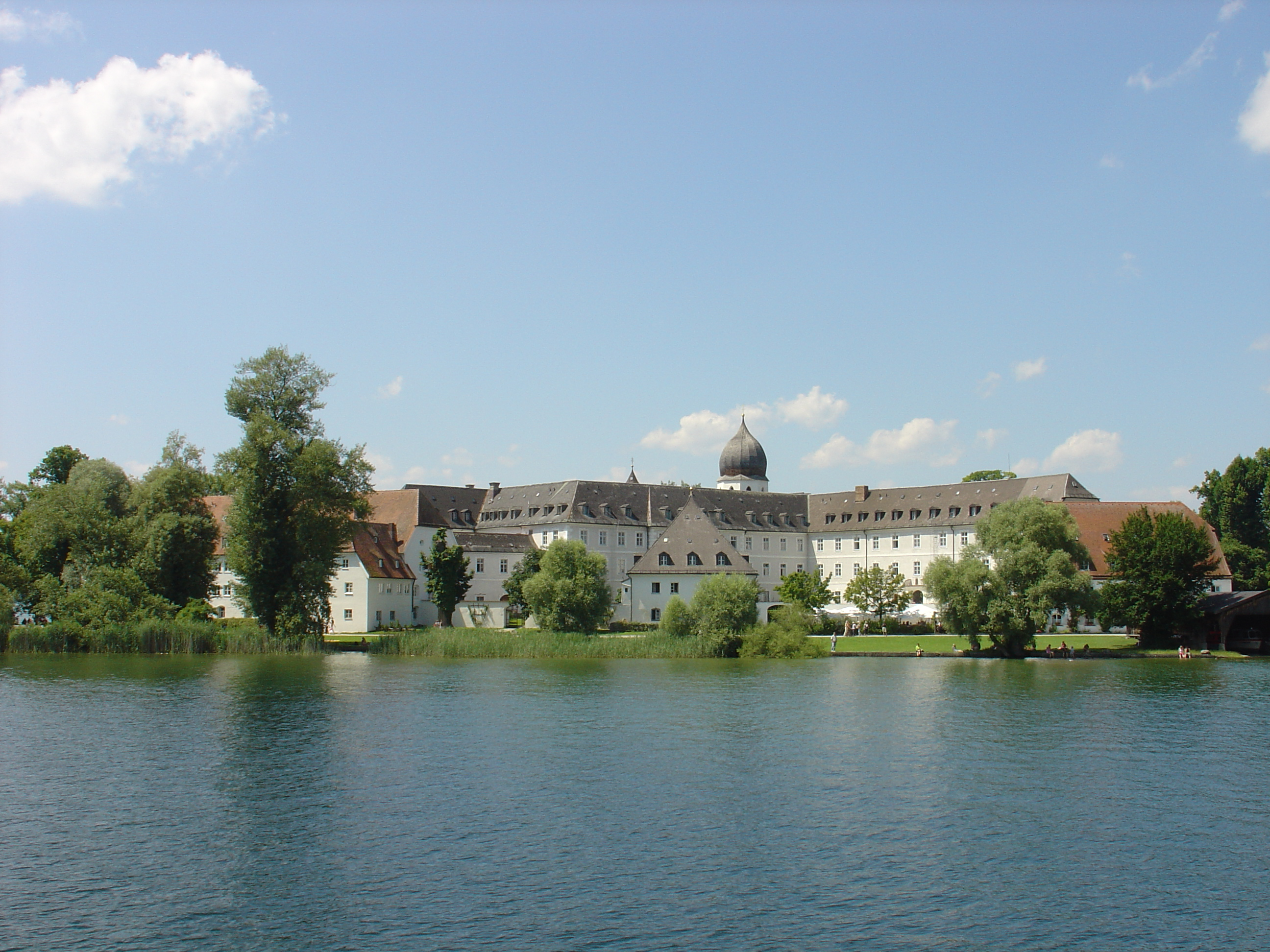
Mănăstirea Frauenchiemsee

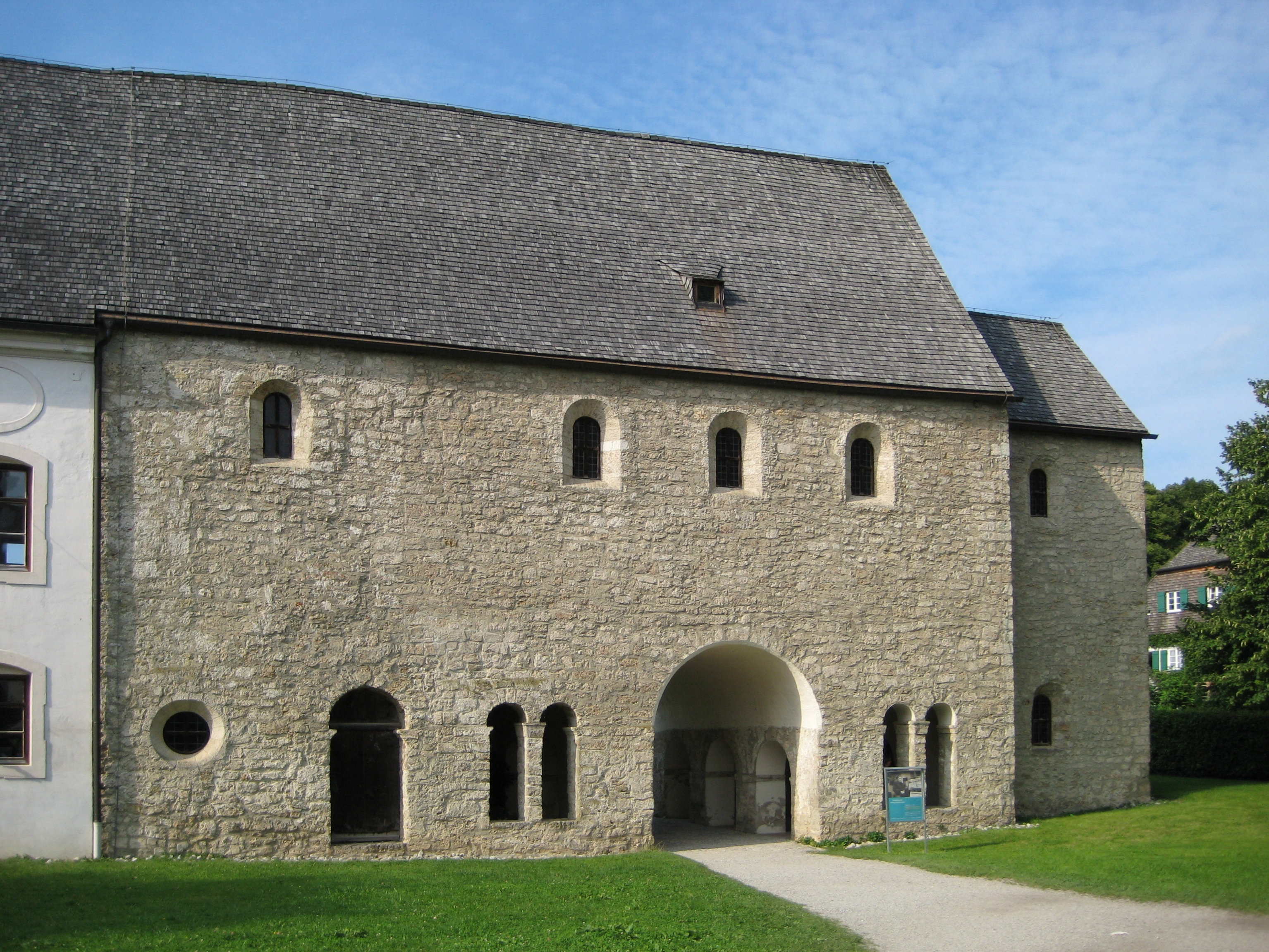
Poarta carolingiană a mănăstirii

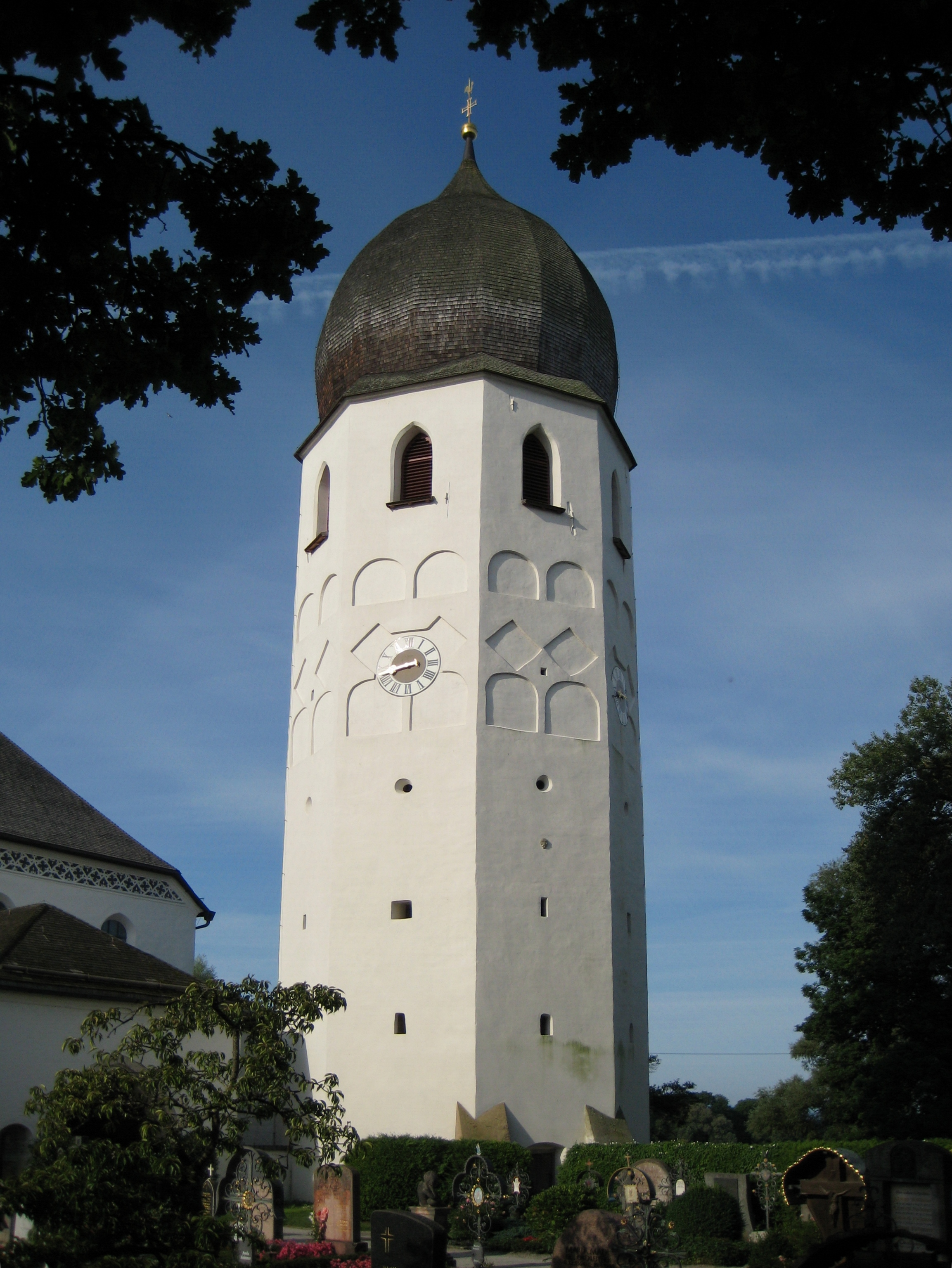
Turnul clopotniţă

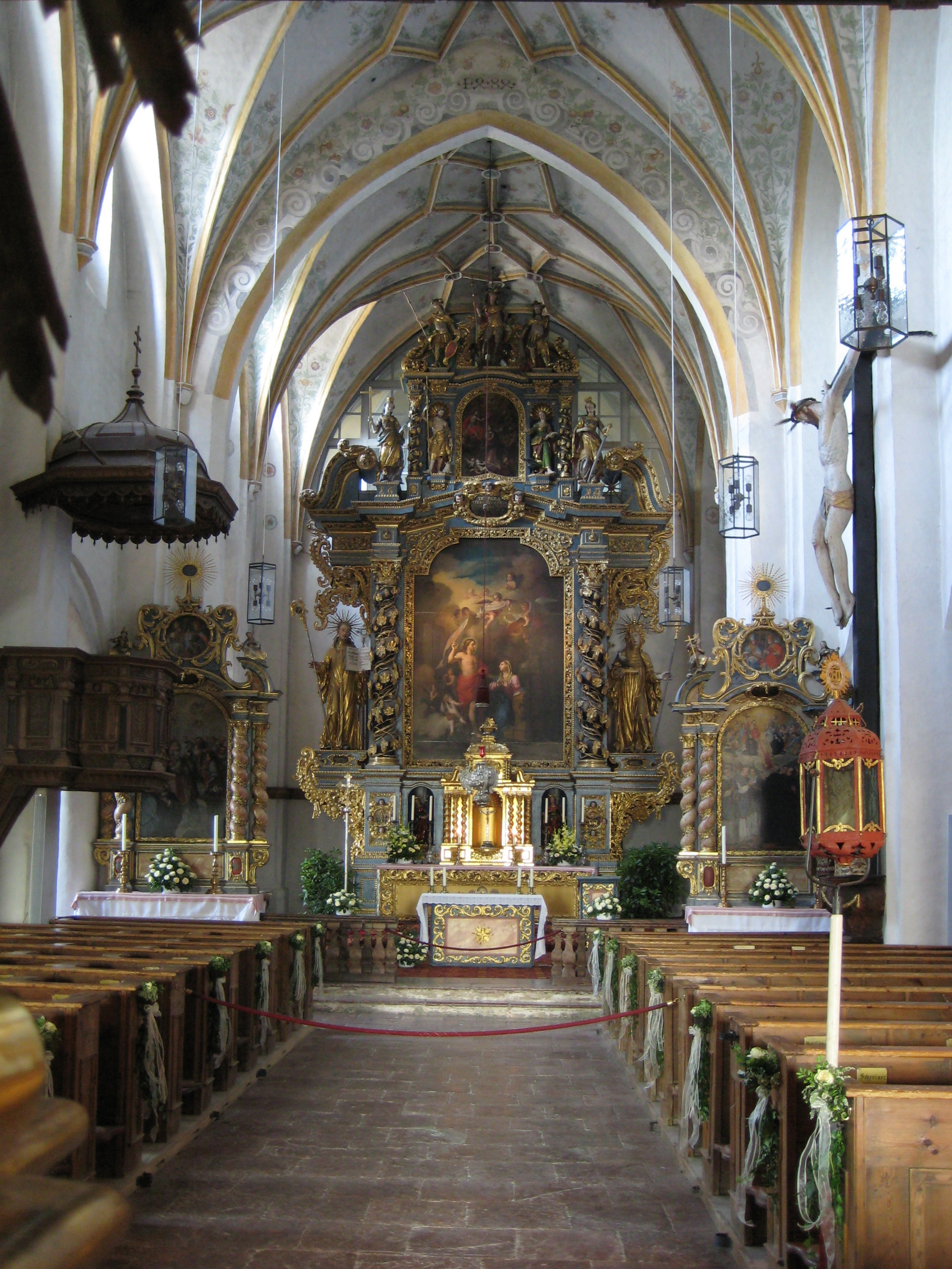
Interiorul bisericii

Mănăstirea Frauenchiemsee  (denumită și Frauenwörth) este o mănăstire benedictină de pe insula Frauenchiemsee din Bavaria, care aparține de Arhiepiscopia de München și Freising.

## Istoric
Mănăstirea a fost fondată în 782 de către ducele Tassilo al III-lea al Bavariei. În 788 a devenit abație imperială carolingiană. Regele Ludovic Germanul, care a domnit și în Bavaria începând din 826, a numit-o în 857 pe fiica sa, Irmengard, ca stareță. Mănăstirea a fost distrusă în perioada invaziei maghiare, traversând între secolele XI-XV o perioadă de glorie. Construcția noii clădiri a mănăstirii a avut loc între 1728 și 1732.
Mănăstirea a fost desființată oficial în timpul secularizării din perioada 1803 - 1835, dar cu toate acestea ea și-a continuat activitatea sub formă de convent. Neexistând niciun cumpărător pentru clădirile mănăstirii, maicilor li s-a permis să rămână. Regele Ludovic I al Bavariei a dispus reînființarea în 1836 a mănăstirii cu prevederea ca benedictini să-și asigure propria existență prin deschiderea de școli. Începând din 1837, ele s-au dedicat educării fetelor în Gimnaziul Irmengard cu internat (până în 1982) și (din 1983) în Școala de meserii Irmengard (fostul Seminar inferior pentru activități sociale feminine), pe care l-au administrat până în 1995.

## Lista starețelor
- 1. Irmgard, fiica regelui Ludovic Germanul, † 16 iulie 866
- 2. Herburgis, tot de origine carolingiană, † 931
- 3. Leonora von Habsburg, † 962
- 4. Diemundis von Limburg, † 980
- 5. Hedwig von der Leiter zu Perm, † 1000
- 6. Hinzula von der Albn, † 1021
- 7. Regina von der Leiter, † 1034
- 8. Hemma von Erlach, † 1055
- 9. Gerburga, sora împăratului Heinrich al II-lea, † 1070
- 10. Mathildis von Sayn, † 1141
- 11. Walburga von Trautmannsdorf, † 1170
- 12. Anna von Liebnach, † 1174
- 13. Margaretha von Pernekh
- 14. Agnes I von Frauenburg, † 1230
- 15. Adelheid von Harßkirchen
- 16. Petrissa von der Albn, † 1242
- 17. Agnes a II-a, † 1246
- 18. Beatrix, † 1246
- 19. Sophia I, † 1253
- 20. Hadewich a II-a, † 1263
- 21. Elisabeth von Töring
- 22. Magdalena von Thor
- 23. Euphemia von Truchlaching
- 24. Herburgis, † 1307
- 25. Katharina von Sunnenberg, † 1320
- 26. Kunigunde von Schonstätt, † 3 noiembrie 1339
- 27. Offemia von Zeisering, † 15 februarie 1356
- 28. Sophia a II-a von Truchlaching, † 24 ianuarie 1386
- 29. Elisabeth (Elsbeth) die Thorerin, † 19 iunie 1399
- 30. Katharina Hamperstorferin, † 6 ianuarie 1418
- 31. Elsbeth von Kallensperg, † 31 ianuarie 1426
- 32. Dorothea von Laiming, † 29 septembrie 1449
- 33. Barbara von Aichberg, † 6 iulie 1467
- 34. Magdalena Auer zu Winkel, † 7 octombrie 1494
- 35. Ursula Pfäffinger, † 28 octombrie 1528
- 36. Margaretha von Bodmann, † 26 martie 1555
- 37. Anna von Closen, † 5 septembrie 1565

Administratoare:
- Benigna Preiß (1565–1569)
- Margareta Leitgeb, abatesa de la Niederschönfeld (1569–1575)
- 38. Marina Plinthamer, a demisionat în 1582
- 39. Sabina Preyndorfer, † 22 ianuarie 1609
- 40. Maria Magdalena Haidenbucher, † 29 august 1650
- 41. Anna Maria Widmann, † 27 mai 1660
- 42. Scholastika von Perfall, † 8 octombrie 1682
- 43. Maria Euphrosina Ettenauer, † 30 septembrie 1686
- 44. Maria Abundantia Theresia von Griming, † 2 ianuarie 1702
- 45. Irmengard a II-a von Scharfstedt, † 5 iunie 1733
- 46. Irmengard a III-a von Thann, † 21 aprilie 1735
- 47. Luitgard I von Giensheim, † 4 aprilie 1763
- 48. Ida von Offenheim, † 10 septembrie 1799
- 49. Plazida Gartner, † 11 august 1801

Priorese:
(Din 1801 și până la desființarea mănăstirii în 1803 a fost priorat. După redeschidere, în perioada 1837-1901 a fost tot priorat)
- 1. Benedikta Aschauer (1841–1865)
- 2. Scholastika Oppacher (1865–1884)
- 3. Josepha Sedlmayer (1884–1889)
- 4. Lioba von Hörmann (1889–1899)
- 5. Cäcilia Trischberger (1899–1901), a fost consacrată stareță la 7 iulie 1901
- 51. Cäcilia Trischberger, † 17 august 1913
- 52. Plazida von Eischendorff, † 7 august 1921
- 53. Benedicta M. Fensel, † 2 august 1948
- 54. M. Sephania Wolf, aleasă la 5 august 1948, a demisionat la 29 decembrie 1979
- 55. Domitilla Veith, aleasă la 5 ianuarie 1980, 2003–2006: vacanță (Prioreasa Benedikta Frick a condus mănăstirea ca administratoare)
- 56. stareța Johanna Mayer, din 2006

## Atracții
Clădirea actuală a bisericii, care este și ea numită Inseldom, este de origine romană (secolul al XI-lea) și se află pe fundații carolingiene. Bolta bisericii este în stil gotic, iar altarul în stil baroc. Plafonul arcuit din interior a fost executat în perioada 1468 - 1476. Biserica a fost echipată în 1688-1702 cu altare în prezent conservate. În 1954 s-au descoperit fresce romanice pe zidurile înalte ale sanctuarului. În partea de nord-vest a bisericii se află turnul clopotniță, o emblemă a regiunii Chiemgau, care datează probabil din secolul al XII-lea.
Pridvorul carolingian conservat era, probabil, deja o parte din vechea mănăstiri din perioada lui Irmingard. În corul turnului au fost găsite în 1928 picturi murale romane, peste care s-a pictat în secolul al XIII-lea. Cinci reprezentări parțial conservate ale arhanghelilor au fost expuse.